# Sesleria ovata
Sesleria ovata är en gräsart som först beskrevs av David Heinrich Hoppe, och fick sitt nu gällande namn av Anton Joseph Kerner. Sesleria ovata ingår i släktet älväxingar, och familjen gräs. Inga underarter finns listade i Catalogue of Life.